# Tir à l'arc aux Jeux africains de 2019
Les compétitions de tir à l'arc aux Jeux africains de 2019 ont lieu du 27 au 30 août 2019 au Centre national des sports Moulay Rachid de Rabat, au Maroc. Cette discipline fait sa première apparition dans le programme des Jeux africains.

## Médaillés
| Arc classique individuel femmes | Esmei Anne-Marcelle Diombo                         | Rihab El Walid                                                                          | Amal Adam                                                                   |  |  |  |
| Arc classique individuel hommes | Sherif Mohamed                                     | Mohamed Hammed                                                                          | Youssof Tolba                                                               |  |  |  |
|                                 |                                                    |                                                                                         |                                                                             |  |  |  |
| Arc classique par équipe hommes | Égypte Youssof Tolba Bahaaeldin Aly Sherif Mohamed | Tunisie Mohamed Hammed Saber Ben Brahim Benromdhan Nabil                                | Algérie Abdelmajid Hocine Imadeddine Bakri Ayoub Rahlaoui                   |  |  |  |
| Arc classique par équipe femmes | Égypte Mira Elchammaa Amal Adam Reem Mansour       | Côte d'Ivoire Fatou Gbane Esmei Anne-Marcelle Diombo Ekpobi Anne-Marie Eléonord Yedagne | Tchad Marlyse Hourtou Martine Abaïfouta Hallas Maria Aron Salomé Atchoumgaï |  |  |  |
| Arc classique par équipe mixte  | Égypte Youssof Tolba Reem Mansour                  | Namibie Quinn Reddig Andriaan Grobler                                                   | Tchad Israel Madaye Marlyse Hourtou                                         |  |  |  |

## Tableau des médailles
| Rang  | Nation        | Or | Argent | Bronze | Total |
| ----- | ------------- | -- | ------ | ------ | ----- |
| 1     | Égypte        | 4  | 0      | 2      | 6     |
| 2     | Côte d'Ivoire | 1  | 1      | 0      | 2     |
| 3     | Tunisie       | 0  | 3      | 0      | 3     |
| 4     | Namibie       | 0  | 1      | 0      | 1     |
| 5     | Tchad         | 0  | 0      | 2      | 2     |
| 6     | Algérie       | 0  | 0      | 1      | 1     |
| Total | Total         | 5  | 5      | 5      | 15    |